# Ligue des champions de l'AFC 2009
Navigation
Édition précédente Édition suivante
La Ligue des champions de l'AFC 2009 est la 28e édition de la prestigieuse compétition inter-clubs asiatique. Elle oppose les meilleurs clubs d'Asie qui se sont illustrés dans leurs championnats respectifs la saison précédente. Le vainqueur de cette compétition participera à la Coupe du monde des clubs 2009.
C'est le club sud-coréen de Pohang Steelers qui remporte la compétition après avoir battu la formation saoudienne d'Al Ittihad Djeddah lors de la finale disputée au stade Olympique de Tokyo. Les deux formations avaient déjà remporté la compétition à deux reprises au cours de leur histoire. L'attaquant brésilien de Gamba Osaka Leandro est sacré meilleur buteur (avec dix réalisations) tandis que le buteur sud-coréen de Pohang No Byung-jun remporte le titre de meilleur joueur de la compétition.

## Participants
| Phase de groupes | Phase de groupes | Phase de groupes | Phase de groupes | Phase de groupes | Phase de groupes | Phase de groupes | Phase de groupes | Phase de groupes | Phase de groupes | Phase de groupes | Phase de groupes | Phase de groupes | Phase de groupes | Phase de groupes | Phase de groupes |
| Asie de l'ouest | Asie de l'ouest | Asie de l'ouest | Asie de l'ouest | Asie de l'ouest | Asie de l'ouest | Asie de l'ouest | Asie de l'ouest | Asie de l'est | Asie de l'est | Asie de l'est | Asie de l'est | Asie de l'est | Asie de l'est | Asie de l'est | Asie de l'est |
| --- | --- | --- | --- | --- | --- | --- | --- | --- | --- | --- | --- | --- | --- | --- | --- |
| - Persépolis Téhéran - vainqueur de la Iran pro League 2007-2008 - Sepahan Ispahan - deuxième de la Iran pro League 2007-2008 - Saba Battery Teheran - troisième de la Iran pro League 2007-2008 - Esteghlal Téhéran - vainqueur de la Hazfi Cup 2007-2008 - Al Hilal Riyad - vainqueur de la Saudi Premier League 2007-2008 - Al Ittihad Djeddah - deuxième de la Saudi Premier League 2007-2008 - Al-Shabab Riyad - troisième de la Saudi Premier League 2007-2008 - Ettifaq FC - quatrième de la Saudi Premier League 2007-2008 - Al Shabab Dubaï - vainqueur de la UAE Football League 2007-2008 - Al-Jazira Club - deuxième de la UAE Football League 2007-2008 - Al-Ahli Dubaï - troisième de la UAE Football League 2007-2008 - FC Bunyodkor - vainqueur du championnat d'Ouzbékistan 2008 - Pakhtakor Tachkent - deuxième du championnat d'Ouzbékistan 2008 - Al-Gharafa SC - vainqueur de la Qatar Stars League 2007-2008 - Umm Salal SC - vainqueur de la Emir of Qatar Cup 2007-2008 | - Persépolis Téhéran - vainqueur de la Iran pro League 2007-2008 - Sepahan Ispahan - deuxième de la Iran pro League 2007-2008 - Saba Battery Teheran - troisième de la Iran pro League 2007-2008 - Esteghlal Téhéran - vainqueur de la Hazfi Cup 2007-2008 - Al Hilal Riyad - vainqueur de la Saudi Premier League 2007-2008 - Al Ittihad Djeddah - deuxième de la Saudi Premier League 2007-2008 - Al-Shabab Riyad - troisième de la Saudi Premier League 2007-2008 - Ettifaq FC - quatrième de la Saudi Premier League 2007-2008 - Al Shabab Dubaï - vainqueur de la UAE Football League 2007-2008 - Al-Jazira Club - deuxième de la UAE Football League 2007-2008 - Al-Ahli Dubaï - troisième de la UAE Football League 2007-2008 - FC Bunyodkor - vainqueur du championnat d'Ouzbékistan 2008 - Pakhtakor Tachkent - deuxième du championnat d'Ouzbékistan 2008 - Al-Gharafa SC - vainqueur de la Qatar Stars League 2007-2008 - Umm Salal SC - vainqueur de la Emir of Qatar Cup 2007-2008 | - Persépolis Téhéran - vainqueur de la Iran pro League 2007-2008 - Sepahan Ispahan - deuxième de la Iran pro League 2007-2008 - Saba Battery Teheran - troisième de la Iran pro League 2007-2008 - Esteghlal Téhéran - vainqueur de la Hazfi Cup 2007-2008 - Al Hilal Riyad - vainqueur de la Saudi Premier League 2007-2008 - Al Ittihad Djeddah - deuxième de la Saudi Premier League 2007-2008 - Al-Shabab Riyad - troisième de la Saudi Premier League 2007-2008 - Ettifaq FC - quatrième de la Saudi Premier League 2007-2008 - Al Shabab Dubaï - vainqueur de la UAE Football League 2007-2008 - Al-Jazira Club - deuxième de la UAE Football League 2007-2008 - Al-Ahli Dubaï - troisième de la UAE Football League 2007-2008 - FC Bunyodkor - vainqueur du championnat d'Ouzbékistan 2008 - Pakhtakor Tachkent - deuxième du championnat d'Ouzbékistan 2008 - Al-Gharafa SC - vainqueur de la Qatar Stars League 2007-2008 - Umm Salal SC - vainqueur de la Emir of Qatar Cup 2007-2008 | - Persépolis Téhéran - vainqueur de la Iran pro League 2007-2008 - Sepahan Ispahan - deuxième de la Iran pro League 2007-2008 - Saba Battery Teheran - troisième de la Iran pro League 2007-2008 - Esteghlal Téhéran - vainqueur de la Hazfi Cup 2007-2008 - Al Hilal Riyad - vainqueur de la Saudi Premier League 2007-2008 - Al Ittihad Djeddah - deuxième de la Saudi Premier League 2007-2008 - Al-Shabab Riyad - troisième de la Saudi Premier League 2007-2008 - Ettifaq FC - quatrième de la Saudi Premier League 2007-2008 - Al Shabab Dubaï - vainqueur de la UAE Football League 2007-2008 - Al-Jazira Club - deuxième de la UAE Football League 2007-2008 - Al-Ahli Dubaï - troisième de la UAE Football League 2007-2008 - FC Bunyodkor - vainqueur du championnat d'Ouzbékistan 2008 - Pakhtakor Tachkent - deuxième du championnat d'Ouzbékistan 2008 - Al-Gharafa SC - vainqueur de la Qatar Stars League 2007-2008 - Umm Salal SC - vainqueur de la Emir of Qatar Cup 2007-2008 | - Persépolis Téhéran - vainqueur de la Iran pro League 2007-2008 - Sepahan Ispahan - deuxième de la Iran pro League 2007-2008 - Saba Battery Teheran - troisième de la Iran pro League 2007-2008 - Esteghlal Téhéran - vainqueur de la Hazfi Cup 2007-2008 - Al Hilal Riyad - vainqueur de la Saudi Premier League 2007-2008 - Al Ittihad Djeddah - deuxième de la Saudi Premier League 2007-2008 - Al-Shabab Riyad - troisième de la Saudi Premier League 2007-2008 - Ettifaq FC - quatrième de la Saudi Premier League 2007-2008 - Al Shabab Dubaï - vainqueur de la UAE Football League 2007-2008 - Al-Jazira Club - deuxième de la UAE Football League 2007-2008 - Al-Ahli Dubaï - troisième de la UAE Football League 2007-2008 - FC Bunyodkor - vainqueur du championnat d'Ouzbékistan 2008 - Pakhtakor Tachkent - deuxième du championnat d'Ouzbékistan 2008 - Al-Gharafa SC - vainqueur de la Qatar Stars League 2007-2008 - Umm Salal SC - vainqueur de la Emir of Qatar Cup 2007-2008 | - Persépolis Téhéran - vainqueur de la Iran pro League 2007-2008 - Sepahan Ispahan - deuxième de la Iran pro League 2007-2008 - Saba Battery Teheran - troisième de la Iran pro League 2007-2008 - Esteghlal Téhéran - vainqueur de la Hazfi Cup 2007-2008 - Al Hilal Riyad - vainqueur de la Saudi Premier League 2007-2008 - Al Ittihad Djeddah - deuxième de la Saudi Premier League 2007-2008 - Al-Shabab Riyad - troisième de la Saudi Premier League 2007-2008 - Ettifaq FC - quatrième de la Saudi Premier League 2007-2008 - Al Shabab Dubaï - vainqueur de la UAE Football League 2007-2008 - Al-Jazira Club - deuxième de la UAE Football League 2007-2008 - Al-Ahli Dubaï - troisième de la UAE Football League 2007-2008 - FC Bunyodkor - vainqueur du championnat d'Ouzbékistan 2008 - Pakhtakor Tachkent - deuxième du championnat d'Ouzbékistan 2008 - Al-Gharafa SC - vainqueur de la Qatar Stars League 2007-2008 - Umm Salal SC - vainqueur de la Emir of Qatar Cup 2007-2008 | - Persépolis Téhéran - vainqueur de la Iran pro League 2007-2008 - Sepahan Ispahan - deuxième de la Iran pro League 2007-2008 - Saba Battery Teheran - troisième de la Iran pro League 2007-2008 - Esteghlal Téhéran - vainqueur de la Hazfi Cup 2007-2008 - Al Hilal Riyad - vainqueur de la Saudi Premier League 2007-2008 - Al Ittihad Djeddah - deuxième de la Saudi Premier League 2007-2008 - Al-Shabab Riyad - troisième de la Saudi Premier League 2007-2008 - Ettifaq FC - quatrième de la Saudi Premier League 2007-2008 - Al Shabab Dubaï - vainqueur de la UAE Football League 2007-2008 - Al-Jazira Club - deuxième de la UAE Football League 2007-2008 - Al-Ahli Dubaï - troisième de la UAE Football League 2007-2008 - FC Bunyodkor - vainqueur du championnat d'Ouzbékistan 2008 - Pakhtakor Tachkent - deuxième du championnat d'Ouzbékistan 2008 - Al-Gharafa SC - vainqueur de la Qatar Stars League 2007-2008 - Umm Salal SC - vainqueur de la Emir of Qatar Cup 2007-2008 | - Persépolis Téhéran - vainqueur de la Iran pro League 2007-2008 - Sepahan Ispahan - deuxième de la Iran pro League 2007-2008 - Saba Battery Teheran - troisième de la Iran pro League 2007-2008 - Esteghlal Téhéran - vainqueur de la Hazfi Cup 2007-2008 - Al Hilal Riyad - vainqueur de la Saudi Premier League 2007-2008 - Al Ittihad Djeddah - deuxième de la Saudi Premier League 2007-2008 - Al-Shabab Riyad - troisième de la Saudi Premier League 2007-2008 - Ettifaq FC - quatrième de la Saudi Premier League 2007-2008 - Al Shabab Dubaï - vainqueur de la UAE Football League 2007-2008 - Al-Jazira Club - deuxième de la UAE Football League 2007-2008 - Al-Ahli Dubaï - troisième de la UAE Football League 2007-2008 - FC Bunyodkor - vainqueur du championnat d'Ouzbékistan 2008 - Pakhtakor Tachkent - deuxième du championnat d'Ouzbékistan 2008 - Al-Gharafa SC - vainqueur de la Qatar Stars League 2007-2008 - Umm Salal SC - vainqueur de la Emir of Qatar Cup 2007-2008 | - Kashima Antlers - vainqueur de la J-League 2008 - Kawasaki Frontale - deuxième de la J-League 2008 - Nagoya Grampus - troisième de la J-League 2008 - Gamba Osaka - vainqueur de la Emperor's Cup 2008 - Shandong Luneng Taishan - vainqueur de la Chinese Super League 2008 - Shanghai Shenhua - deuxième de la Chinese Super League 2008 - Beijing Guoan - troisième de la Chinese Super League 2008 - Tianjin TEDA - quatrième de la Chinese Super League 2008 - Suwon Samsung Bluewings FC - vainqueur de la K-League 2008 - FC Séoul - deuxième de la K-League 2008 - Ulsan Hyundai Horang-i - troisième de la K-League 2008 - Pohang Steelers - vainqueur de la Coupe de Corée du Sud 2008 - Newcastle United Jets FC - vainqueur de la A-League 2007-2008 - Central Coast Mariners FC - premier de la A-League 2007-2008 - Sriwijaya FC - vainqueur de la Liga Indonesia 2007 | - Kashima Antlers - vainqueur de la J-League 2008 - Kawasaki Frontale - deuxième de la J-League 2008 - Nagoya Grampus - troisième de la J-League 2008 - Gamba Osaka - vainqueur de la Emperor's Cup 2008 - Shandong Luneng Taishan - vainqueur de la Chinese Super League 2008 - Shanghai Shenhua - deuxième de la Chinese Super League 2008 - Beijing Guoan - troisième de la Chinese Super League 2008 - Tianjin TEDA - quatrième de la Chinese Super League 2008 - Suwon Samsung Bluewings FC - vainqueur de la K-League 2008 - FC Séoul - deuxième de la K-League 2008 - Ulsan Hyundai Horang-i - troisième de la K-League 2008 - Pohang Steelers - vainqueur de la Coupe de Corée du Sud 2008 - Newcastle United Jets FC - vainqueur de la A-League 2007-2008 - Central Coast Mariners FC - premier de la A-League 2007-2008 - Sriwijaya FC - vainqueur de la Liga Indonesia 2007 | - Kashima Antlers - vainqueur de la J-League 2008 - Kawasaki Frontale - deuxième de la J-League 2008 - Nagoya Grampus - troisième de la J-League 2008 - Gamba Osaka - vainqueur de la Emperor's Cup 2008 - Shandong Luneng Taishan - vainqueur de la Chinese Super League 2008 - Shanghai Shenhua - deuxième de la Chinese Super League 2008 - Beijing Guoan - troisième de la Chinese Super League 2008 - Tianjin TEDA - quatrième de la Chinese Super League 2008 - Suwon Samsung Bluewings FC - vainqueur de la K-League 2008 - FC Séoul - deuxième de la K-League 2008 - Ulsan Hyundai Horang-i - troisième de la K-League 2008 - Pohang Steelers - vainqueur de la Coupe de Corée du Sud 2008 - Newcastle United Jets FC - vainqueur de la A-League 2007-2008 - Central Coast Mariners FC - premier de la A-League 2007-2008 - Sriwijaya FC - vainqueur de la Liga Indonesia 2007 | - Kashima Antlers - vainqueur de la J-League 2008 - Kawasaki Frontale - deuxième de la J-League 2008 - Nagoya Grampus - troisième de la J-League 2008 - Gamba Osaka - vainqueur de la Emperor's Cup 2008 - Shandong Luneng Taishan - vainqueur de la Chinese Super League 2008 - Shanghai Shenhua - deuxième de la Chinese Super League 2008 - Beijing Guoan - troisième de la Chinese Super League 2008 - Tianjin TEDA - quatrième de la Chinese Super League 2008 - Suwon Samsung Bluewings FC - vainqueur de la K-League 2008 - FC Séoul - deuxième de la K-League 2008 - Ulsan Hyundai Horang-i - troisième de la K-League 2008 - Pohang Steelers - vainqueur de la Coupe de Corée du Sud 2008 - Newcastle United Jets FC - vainqueur de la A-League 2007-2008 - Central Coast Mariners FC - premier de la A-League 2007-2008 - Sriwijaya FC - vainqueur de la Liga Indonesia 2007 | - Kashima Antlers - vainqueur de la J-League 2008 - Kawasaki Frontale - deuxième de la J-League 2008 - Nagoya Grampus - troisième de la J-League 2008 - Gamba Osaka - vainqueur de la Emperor's Cup 2008 - Shandong Luneng Taishan - vainqueur de la Chinese Super League 2008 - Shanghai Shenhua - deuxième de la Chinese Super League 2008 - Beijing Guoan - troisième de la Chinese Super League 2008 - Tianjin TEDA - quatrième de la Chinese Super League 2008 - Suwon Samsung Bluewings FC - vainqueur de la K-League 2008 - FC Séoul - deuxième de la K-League 2008 - Ulsan Hyundai Horang-i - troisième de la K-League 2008 - Pohang Steelers - vainqueur de la Coupe de Corée du Sud 2008 - Newcastle United Jets FC - vainqueur de la A-League 2007-2008 - Central Coast Mariners FC - premier de la A-League 2007-2008 - Sriwijaya FC - vainqueur de la Liga Indonesia 2007 | - Kashima Antlers - vainqueur de la J-League 2008 - Kawasaki Frontale - deuxième de la J-League 2008 - Nagoya Grampus - troisième de la J-League 2008 - Gamba Osaka - vainqueur de la Emperor's Cup 2008 - Shandong Luneng Taishan - vainqueur de la Chinese Super League 2008 - Shanghai Shenhua - deuxième de la Chinese Super League 2008 - Beijing Guoan - troisième de la Chinese Super League 2008 - Tianjin TEDA - quatrième de la Chinese Super League 2008 - Suwon Samsung Bluewings FC - vainqueur de la K-League 2008 - FC Séoul - deuxième de la K-League 2008 - Ulsan Hyundai Horang-i - troisième de la K-League 2008 - Pohang Steelers - vainqueur de la Coupe de Corée du Sud 2008 - Newcastle United Jets FC - vainqueur de la A-League 2007-2008 - Central Coast Mariners FC - premier de la A-League 2007-2008 - Sriwijaya FC - vainqueur de la Liga Indonesia 2007 | - Kashima Antlers - vainqueur de la J-League 2008 - Kawasaki Frontale - deuxième de la J-League 2008 - Nagoya Grampus - troisième de la J-League 2008 - Gamba Osaka - vainqueur de la Emperor's Cup 2008 - Shandong Luneng Taishan - vainqueur de la Chinese Super League 2008 - Shanghai Shenhua - deuxième de la Chinese Super League 2008 - Beijing Guoan - troisième de la Chinese Super League 2008 - Tianjin TEDA - quatrième de la Chinese Super League 2008 - Suwon Samsung Bluewings FC - vainqueur de la K-League 2008 - FC Séoul - deuxième de la K-League 2008 - Ulsan Hyundai Horang-i - troisième de la K-League 2008 - Pohang Steelers - vainqueur de la Coupe de Corée du Sud 2008 - Newcastle United Jets FC - vainqueur de la A-League 2007-2008 - Central Coast Mariners FC - premier de la A-League 2007-2008 - Sriwijaya FC - vainqueur de la Liga Indonesia 2007 | - Kashima Antlers - vainqueur de la J-League 2008 - Kawasaki Frontale - deuxième de la J-League 2008 - Nagoya Grampus - troisième de la J-League 2008 - Gamba Osaka - vainqueur de la Emperor's Cup 2008 - Shandong Luneng Taishan - vainqueur de la Chinese Super League 2008 - Shanghai Shenhua - deuxième de la Chinese Super League 2008 - Beijing Guoan - troisième de la Chinese Super League 2008 - Tianjin TEDA - quatrième de la Chinese Super League 2008 - Suwon Samsung Bluewings FC - vainqueur de la K-League 2008 - FC Séoul - deuxième de la K-League 2008 - Ulsan Hyundai Horang-i - troisième de la K-League 2008 - Pohang Steelers - vainqueur de la Coupe de Corée du Sud 2008 - Newcastle United Jets FC - vainqueur de la A-League 2007-2008 - Central Coast Mariners FC - premier de la A-League 2007-2008 - Sriwijaya FC - vainqueur de la Liga Indonesia 2007 |
| Barrages | | | | | | | | | | | | | | | |
| Asie de l'ouest | Asie de l'ouest | Asie de l'ouest | Asie de l'ouest | Asie de l'ouest | Asie de l'ouest | Asie de l'ouest | Asie de l'ouest | Asie de l'est | Asie de l'est | Asie de l'est | Asie de l'est | Asie de l'est | Asie de l'est | Asie de l'est | Asie de l'est |
| - Sharjah SC - quatrième de la UAE Football League 2007-2008 - Dempo Sports Club - vainqueur de la I-League 2007-2008 - Al Muharraq Club - vainqueur de la Coupe de l'AFC 2008 - disqualifié - Safa Beyrouth - finaliste de la Coupe de l'AFC 2008 - disqualifié | - Sharjah SC - quatrième de la UAE Football League 2007-2008 - Dempo Sports Club - vainqueur de la I-League 2007-2008 - Al Muharraq Club - vainqueur de la Coupe de l'AFC 2008 - disqualifié - Safa Beyrouth - finaliste de la Coupe de l'AFC 2008 - disqualifié | - Sharjah SC - quatrième de la UAE Football League 2007-2008 - Dempo Sports Club - vainqueur de la I-League 2007-2008 - Al Muharraq Club - vainqueur de la Coupe de l'AFC 2008 - disqualifié - Safa Beyrouth - finaliste de la Coupe de l'AFC 2008 - disqualifié | - Sharjah SC - quatrième de la UAE Football League 2007-2008 - Dempo Sports Club - vainqueur de la I-League 2007-2008 - Al Muharraq Club - vainqueur de la Coupe de l'AFC 2008 - disqualifié - Safa Beyrouth - finaliste de la Coupe de l'AFC 2008 - disqualifié | - Sharjah SC - quatrième de la UAE Football League 2007-2008 - Dempo Sports Club - vainqueur de la I-League 2007-2008 - Al Muharraq Club - vainqueur de la Coupe de l'AFC 2008 - disqualifié - Safa Beyrouth - finaliste de la Coupe de l'AFC 2008 - disqualifié | - Sharjah SC - quatrième de la UAE Football League 2007-2008 - Dempo Sports Club - vainqueur de la I-League 2007-2008 - Al Muharraq Club - vainqueur de la Coupe de l'AFC 2008 - disqualifié - Safa Beyrouth - finaliste de la Coupe de l'AFC 2008 - disqualifié | - Sharjah SC - quatrième de la UAE Football League 2007-2008 - Dempo Sports Club - vainqueur de la I-League 2007-2008 - Al Muharraq Club - vainqueur de la Coupe de l'AFC 2008 - disqualifié - Safa Beyrouth - finaliste de la Coupe de l'AFC 2008 - disqualifié | - Sharjah SC - quatrième de la UAE Football League 2007-2008 - Dempo Sports Club - vainqueur de la I-League 2007-2008 - Al Muharraq Club - vainqueur de la Coupe de l'AFC 2008 - disqualifié - Safa Beyrouth - finaliste de la Coupe de l'AFC 2008 - disqualifié | - PSMS Medan - deuxième de la Liga Indonesia 2007 - Singapour Armed Forces FC - vainqueur de la S-League 2008 - Provincial Electrical Authority - vainqueur de la Thailand Premier League 2008 - Binh Duong FC - vainqueur de la V-League 2008 - disqualifié | - PSMS Medan - deuxième de la Liga Indonesia 2007 - Singapour Armed Forces FC - vainqueur de la S-League 2008 - Provincial Electrical Authority - vainqueur de la Thailand Premier League 2008 - Binh Duong FC - vainqueur de la V-League 2008 - disqualifié | - PSMS Medan - deuxième de la Liga Indonesia 2007 - Singapour Armed Forces FC - vainqueur de la S-League 2008 - Provincial Electrical Authority - vainqueur de la Thailand Premier League 2008 - Binh Duong FC - vainqueur de la V-League 2008 - disqualifié | - PSMS Medan - deuxième de la Liga Indonesia 2007 - Singapour Armed Forces FC - vainqueur de la S-League 2008 - Provincial Electrical Authority - vainqueur de la Thailand Premier League 2008 - Binh Duong FC - vainqueur de la V-League 2008 - disqualifié | - PSMS Medan - deuxième de la Liga Indonesia 2007 - Singapour Armed Forces FC - vainqueur de la S-League 2008 - Provincial Electrical Authority - vainqueur de la Thailand Premier League 2008 - Binh Duong FC - vainqueur de la V-League 2008 - disqualifié | - PSMS Medan - deuxième de la Liga Indonesia 2007 - Singapour Armed Forces FC - vainqueur de la S-League 2008 - Provincial Electrical Authority - vainqueur de la Thailand Premier League 2008 - Binh Duong FC - vainqueur de la V-League 2008 - disqualifié | - PSMS Medan - deuxième de la Liga Indonesia 2007 - Singapour Armed Forces FC - vainqueur de la S-League 2008 - Provincial Electrical Authority - vainqueur de la Thailand Premier League 2008 - Binh Duong FC - vainqueur de la V-League 2008 - disqualifié | - PSMS Medan - deuxième de la Liga Indonesia 2007 - Singapour Armed Forces FC - vainqueur de la S-League 2008 - Provincial Electrical Authority - vainqueur de la Thailand Premier League 2008 - Binh Duong FC - vainqueur de la V-League 2008 - disqualifié |

## Matchs de barrage

### Asie de l'Ouest
| Équipe 1   | Résultat | Équipe 2          |
| ---------- | -------- | ----------------- |
| Sharjah SC | 3 - 0    | Dempo Sports Club |

### Asie de l'Est
| Équipe 1                        | Résultat | Équipe 2                  |
| ------------------------------- | -------- | ------------------------- |
| PSMS Medan                      | -        | exempt                    |
| Provincial Electrical Authority | 1 - 4    | Singapore Armed Forces FC |

| Équipe 1               | Résultat | Équipe 2   |
| ---------------------- | -------- | ---------- |
| Singapore Armed Forces | 2 - 1 ap | PSMS Medan |

## Phase de groupe

### Asie de l'Ouest

#### Groupe A
| Rang | Équipe               | Pts | J | G | N | P | Bp | Bc | Diff |  | Résultats (▼ dom., ► ext.) |     |     |     |     |
| ---- | -------------------- | --- | - | - | - | - | -- | -- | ---- |  | -------------------------- | --- | --- | --- | --- |
| 1    | Al Hilal Riyad       | 14  | 6 | 4 | 2 | 0 | 10 | 4  | +6   |  | Al Hilal Riyad             |     | 2-0 | 1-1 | 2-1 |
| 2    | Pakhtakor Tachkent   | 13  | 6 | 4 | 1 | 1 | 9  | 5  | +4   |  | Pakhtakor Tachkent         | 1-1 |     | 2-1 | 2-0 |
| 3    | Saba Battery Teheran | 5   | 6 | 1 | 2 | 3 | 7  | 9  | -2   |  | Saba Battery Teheran       | 0-1 | 0-2 |     | 0-0 |
| 4    | Al-Ahli Dubaï        | 1   | 6 | 0 | 1 | 5 | 6  | 14 | -8   |  | Al-Ahli Dubaï              | 1-3 | 1-2 | 3-5 |     |

#### Groupe B
| Rang | Équipe             | Pts     | J       | G       | N       | P       | Bp      | Bc      | Diff    |  | Résultats (▼ dom., ► ext.) |     |     |     |
| ---- | ------------------ | ------- | ------- | ------- | ------- | ------- | ------- | ------- | ------- |  | -------------------------- | --- | --- | --- |
| 1    | Persépolis Téhéran | 7       | 4       | 2       | 1       | 1       | 5       | 6       | -1      |  | Persépolis Téhéran         |     | 1-0 | 3-1 |
| 2    | Al-Shabab Riyad    | 7       | 4       | 2       | 1       | 1       | 4       | 2       | +2      |  | Al-Shabab Riyad            | 0-0 |     | 1-0 |
| 3    | Al-Gharafa SC      | 3       | 4       | 1       | 0       | 3       | 7       | 8       | -1      |  | Al-Gharafa SC              | 5-1 | 1-3 |     |
| 4    | Sharjah SC         | Forfait | Forfait | Forfait | Forfait | Forfait | Forfait | Forfait | Forfait |  |                            |     |     |     |

- Sharjah SC s'est retiré de la compétition. Leurs résultats ne sont pas pris en compte.

#### Groupe C
| Rang | Équipe             | Pts | J | G | N | P | Bp | Bc | Diff |  | Résultats (▼ dom., ► ext.) |     |     |     |     |
| ---- | ------------------ | --- | - | - | - | - | -- | -- | ---- |  | -------------------------- | --- | --- | --- | --- |
| 1    | Al Ittihad Djeddah | 12  | 6 | 3 | 3 | 0 | 14 | 4  | +10  |  | Al Ittihad Djeddah         |     | 7-0 | 1-1 | 2-1 |
| 2    | Umm Salal SC       | 8   | 6 | 2 | 2 | 2 | 6  | 13 | -7   |  | Umm Salal SC               | 1-3 |     | 2-2 | 1-0 |
| 3    | Al-Jazira Club     | 5   | 6 | 0 | 5 | 1 | 6  | 7  | -1   |  | Al-Jazira Club             | 0-0 | 0-1 |     | 2-2 |
| 4    | Esteghlal Téhéran  | 4   | 6 | 0 | 4 | 2 | 6  | 8  | -2   |  | Esteghlal Téhéran          | 1-1 | 1-1 | 1-1 |     |

#### Groupe D
| Rang | Équipe          | Pts | J | G | N | P | Bp | Bc | Diff |  | Résultats (▼ dom., ► ext.) |     |     |     |     |
| ---- | --------------- | --- | - | - | - | - | -- | -- | ---- |  | -------------------------- | --- | --- | --- | --- |
| 1    | Ettifaq FC      | 12  | 6 | 4 | 0 | 2 | 15 | 8  | +7   |  | Ettifaq FC                 |     | 4-0 | 2-1 | 4-1 |
| 2    | FC Bunyodkor    | 8   | 6 | 2 | 2 | 2 | 5  | 9  | -4   |  | FC Bunyodkor               | 2-1 |     | 2-2 | 0-0 |
| 3    | Sepahan Ispahan | 7   | 6 | 2 | 1 | 3 | 9  | 7  | +2   |  | Sepahan Ispahan            | 3-0 | 0-1 |     | 2-0 |
| 4    | Al Shabab Dubaï | 7   | 6 | 2 | 1 | 3 | 6  | 11 | -5   |  | Al Shabab Dubaï            | 1-4 | 2-0 | 2-1 |     |

### Asie de l'Est

#### Groupe E
| Rang | Équipe                   | Pts | J | G | N | P | Bp | Bc | Diff |  | Résultats (▼ dom., ► ext.) |     |     |     |     |
| ---- | ------------------------ | --- | - | - | - | - | -- | -- | ---- |  | -------------------------- | --- | --- | --- | --- |
| 1    | Nagoya Grampus           | 12  | 6 | 3 | 3 | 0 | 10 | 4  | +6   |  | Nagoya Grampus             |     | 1-1 | 4-1 | 0-0 |
| 2    | Newcastle United Jets FC | 10  | 6 | 3 | 1 | 2 | 6  | 5  | +1   |  | Newcastle United Jets FC   | 0-1 |     | 2-0 | 2-1 |
| 3    | Ulsan Hyundai Horang-i   | 6   | 6 | 2 | 0 | 4 | 4  | 10 | -6   |  | Ulsan Hyundai Horang-i     | 1-3 | 0-1 |     | 1-0 |
| 4    | Beijing Guoan            | 5   | 6 | 1 | 2 | 3 | 4  | 5  | -1   |  | Beijing Guoan              | 1-1 | 2-0 | 0-1 |     |

#### Groupe F
| Rang | Équipe                  | Pts | J | G | N | P | Bp | Bc | Diff |  | Résultats (▼ dom., ► ext.) |     |     |     |     |
| ---- | ----------------------- | --- | - | - | - | - | -- | -- | ---- |  | -------------------------- | --- | --- | --- | --- |
| 1    | Gamba Osaka             | 15  | 6 | 5 | 0 | 1 | 17 | 4  | +13  |  | Gamba Osaka                |     | 1-2 | 3-0 | 5-0 |
| 2    | FC Séoul                | 10  | 6 | 3 | 1 | 2 | 14 | 11 | +3   |  | FC Séoul                   | 2-4 |     | 1-1 | 5-1 |
| 3    | Shandong Luneng Taishan | 7   | 6 | 2 | 1 | 3 | 10 | 9  | +1   |  | Shandong Luneng Taishan    | 0-1 | 2-0 |     | 5-0 |
| 4    | Sriwijaya FC            | 3   | 6 | 1 | 0 | 5 | 7  | 24 | -17  |  | Sriwijaya FC               | 0-3 | 2-4 | 4-2 |     |

#### Groupe G
| Rang | Équipe                     | Pts | J | G | N | P | Bp | Bc | Diff |  | Résultats (▼ dom., ► ext.) |     |     |     |     |
| ---- | -------------------------- | --- | - | - | - | - | -- | -- | ---- |  | -------------------------- | --- | --- | --- | --- |
| 1    | Kashima Antlers            | 13  | 6 | 4 | 1 | 1 | 16 | 6  | +10  |  | Kashima Antlers            |     | 3-0 | 2-0 | 5-0 |
| 2    | Suwon Samsung Bluewings FC | 12  | 6 | 4 | 0 | 2 | 12 | 8  | +4   |  | Suwon Samsung Bluewings FC | 4-1 |     | 2-1 | 3-1 |
| 3    | Shanghai Shenhua           | 8   | 6 | 2 | 2 | 2 | 9  | 8  | +1   |  | Shanghai Shenhua           | 1-1 | 2-1 |     | 4-1 |
| 4    | Singapour Armed Forces FC  | 1   | 6 | 0 | 1 | 5 | 4  | 19 | -15  |  | Singapour Armed Forces FC  | 1-4 | 0-2 | 1-1 |     |

#### Groupe H
| Rang | Équipe                    | Pts | J | G | N | P | Bp | Bc | Diff |  | Résultats (▼ dom., ► ext.) |     |     |     |     |
| ---- | ------------------------- | --- | - | - | - | - | -- | -- | ---- |  | -------------------------- | --- | --- | --- | --- |
| 1    | Pohang Steelers           | 12  | 6 | 3 | 3 | 0 | 7  | 3  | +4   |  | Pohang Steelers            |     | 1-1 | 1-0 | 3-2 |
| 2    | Kawasaki Frontale         | 10  | 6 | 3 | 1 | 2 | 10 | 7  | +3   |  | Kawasaki Frontale          | 0-2 |     | 1-0 | 2-1 |
| 3    | Tianjin TEDA              | 8   | 6 | 2 | 2 | 2 | 6  | 5  | +1   |  | Tianjin TEDA               | 0-0 | 3-1 |     | 2-2 |
| 4    | Central Coast Mariners FC | 2   | 6 | 0 | 2 | 4 | 5  | 13 | -8   |  | Central Coast Mariners FC  | 0-0 | 0-5 | 0-1 |     |

## Huitièmes de finale

### Asie de l'Ouest
| Équipe 1           | Résultat      | Équipe 2           |
| ------------------ | ------------- | ------------------ |
| Al Hilal Riyad     | 0 - 0 3-4 tab | Umm Salal SC       |
| Al Ittihad Djeddah | 2 - 1         | Al-Shabab Riyad    |
| Persépolis Téhéran | 0 - 1         | FC Bunyodkor       |
| Ettifaq FC         | 1 - 2         | Pakhtakor Tachkent |

### Asie de l'Est
| Équipe 1        | Résultat      | Équipe 2                 |
| --------------- | ------------- | ------------------------ |
| Gamba Osaka     | 2 - 3         | Kawasaki Frontale        |
| Nagoya Grampus  | 2 - 1         | Suwon Samsung Bluewings  |
| Kashima Antlers | 2 - 2 4-5 tab | FC Séoul                 |
| Pohang Steelers | 6 - 0         | Newcastle United Jets FC |

## Phase finale à élimination directe
|  | Quarts de finale                  | Quarts de finale                  | Quarts de finale                  | Quarts de finale                  |                 |                 | Demi-finales          | Demi-finales          | Demi-finales          | Demi-finales          |  |  | Finale          | Finale          | Finale          | Finale          |
|  |                                   |                                   |                                   |                                   |                 |                 |                       |                       |                       |                       |  |  |                 |                 |                 |                 |
|  | 23 septembre et 30 septembre 2009 | 23 septembre et 30 septembre 2009 | 23 septembre et 30 septembre 2009 | 23 septembre et 30 septembre 2009 |                 |                 | 21 et 28 octobre 2009 | 21 et 28 octobre 2009 | 21 et 28 octobre 2009 | 21 et 28 octobre 2009 |  |  | 7 novembre 2009 | 7 novembre 2009 | 7 novembre 2009 | 7 novembre 2009 |
|  | 23 septembre et 30 septembre 2009 | 23 septembre et 30 septembre 2009 | 23 septembre et 30 septembre 2009 | 23 septembre et 30 septembre 2009 |                 |                 | 21 et 28 octobre 2009 | 21 et 28 octobre 2009 | 21 et 28 octobre 2009 | 21 et 28 octobre 2009 |  |  | 7 novembre 2009 | 7 novembre 2009 | 7 novembre 2009 | 7 novembre 2009 |
|  | Umm Salal SC                      | Umm Salal SC                      | 3                                 | 1                                 |                 |                 | 21 et 28 octobre 2009 | 21 et 28 octobre 2009 | 21 et 28 octobre 2009 | 21 et 28 octobre 2009 |  |  | 7 novembre 2009 | 7 novembre 2009 | 7 novembre 2009 | 7 novembre 2009 |
|  | Umm Salal SC                      | Umm Salal SC                      | 3                                 | 1                                 |                 |                 | 21 et 28 octobre 2009 | 21 et 28 octobre 2009 | 21 et 28 octobre 2009 | 21 et 28 octobre 2009 |  |  | 7 novembre 2009 | 7 novembre 2009 | 7 novembre 2009 | 7 novembre 2009 |
|  | FC Séoul                          | FC Séoul                          | 2                                 | 1                                 |                 |                 | 21 et 28 octobre 2009 | 21 et 28 octobre 2009 | 21 et 28 octobre 2009 | 21 et 28 octobre 2009 |  |  | 7 novembre 2009 | 7 novembre 2009 | 7 novembre 2009 | 7 novembre 2009 |
|  | FC Séoul                          | FC Séoul                          | 2                                 | 1                                 | Umm Salal SC    | Umm Salal SC    | 0                     | 1                     |                       |                       |  |  | 7 novembre 2009 | 7 novembre 2009 | 7 novembre 2009 | 7 novembre 2009 |
|  | 23 septembre et 30 septembre 2009 |                                   |                                   |                                   | Umm Salal SC    | Umm Salal SC    | 0                     | 1                     |                       |                       |  |  | 7 novembre 2009 | 7 novembre 2009 | 7 novembre 2009 | 7 novembre 2009 |
|  |                                   |                                   | Pohang Steelers                   | Pohang Steelers                   | 2               | 2               |                       |                       |                       |                       |  |  | 7 novembre 2009 | 7 novembre 2009 | 7 novembre 2009 | 7 novembre 2009 |
|  | FC Bunyodkor                      | FC Bunyodkor                      | Pohang Steelers                   | Pohang Steelers                   | 2               | 2               | 3                     | 1                     |                       |                       |  |  | 7 novembre 2009 | 7 novembre 2009 | 7 novembre 2009 | 7 novembre 2009 |
|  | FC Bunyodkor                      | FC Bunyodkor                      | 21 et 28 octobre 2009             |                                   |                 |                 | 3                     | 1                     |                       |                       |  |  | 7 novembre 2009 | 7 novembre 2009 | 7 novembre 2009 | 7 novembre 2009 |
|  | Pohang Steelers                   | Pohang Steelers                   | 1                                 | 4                                 |                 |                 |                       |                       |                       |                       |  |  | 7 novembre 2009 | 7 novembre 2009 | 7 novembre 2009 | 7 novembre 2009 |
|  | Pohang Steelers                   | Pohang Steelers                   | 1                                 | 4                                 | Pohang Steelers | Pohang Steelers | 2                     | 2                     |                       |                       |  |  |                 |                 |                 |                 |
|  | 23 septembre et 30 septembre 2009 |                                   |                                   |                                   | Pohang Steelers | Pohang Steelers | 2                     | 2                     |                       |                       |  |  |                 |                 |                 |                 |
|  |                                   |                                   | Al Ittihad Djeddah                | Al Ittihad Djeddah                | 1               | 1               |                       |                       |                       |                       |  |  |                 |                 |                 |                 |
|  | Kawasaki Frontale                 | Kawasaki Frontale                 | Al Ittihad Djeddah                | Al Ittihad Djeddah                | 1               | 1               | 2                     | 1                     |                       |                       |  |  |                 |                 |                 |                 |
|  | Kawasaki Frontale                 | Kawasaki Frontale                 |                                   |                                   |                 |                 |                       |                       |                       |                       |  |  |                 |                 |                 |                 |
|  | Nagoya Grampus                    | Nagoya Grampus                    | 1                                 | 3                                 |                 |                 |                       |                       |                       |                       |  |  |                 |                 |                 |                 |
|  | Nagoya Grampus                    | Nagoya Grampus                    | 1                                 | 3                                 | Nagoya Grampus  | Nagoya Grampus  | 2                     | 1                     |                       |                       |  |  |                 |                 |                 |                 |
|  | 24 septembre et 30 septembre 2009 |                                   |                                   |                                   | Nagoya Grampus  | Nagoya Grampus  | 2                     | 1                     |                       |                       |  |  |                 |                 |                 |                 |
|  |                                   |                                   | Al Ittihad Djeddah                | Al Ittihad Djeddah                | 6               | 2               |                       |                       |                       |                       |  |  |                 |                 |                 |                 |
|  | Pakhtakor Tachkent                | Pakhtakor Tachkent                | Al Ittihad Djeddah                | Al Ittihad Djeddah                | 6               | 2               | 1                     | 0                     |                       |                       |  |  |                 |                 |                 |                 |
|  | Pakhtakor Tachkent                | Pakhtakor Tachkent                |                                   |                                   |                 |                 |                       | 0                     |                       |                       |  |  |                 |                 |                 |                 |
|  | Al Ittihad Djeddah                | Al Ittihad Djeddah                | 1                                 | 4                                 |                 |                 |                       |                       |                       |                       |  |  |                 |                 |                 |                 |
|  | Al Ittihad Djeddah                | Al Ittihad Djeddah                | 1                                 | 4                                 |                 |                 |                       |                       |                       |                       |  |  |                 |                 |                 |                 |
|  |                                   |                                   |                                   |                                   |                 |                 |                       |                       |                       |                       |  |  |                 |                 |                 |                 |

### Finale
| 7 novembre 2009 | Pohang Steelers                     | 2 - 1 | Al Ittihad Djeddah | Stade Olympique, Tokyo                          |                                                 |
| 19:00           | No Byung-jun 67e · Kim Hyung-il 66e |       | 74e Nour           | Spectateurs : 25 743 Arbitrage : Matthew Breeze | Spectateurs : 25 743 Arbitrage : Matthew Breeze |

| Ligue des champions de l'AFC Vainqueur 2009 |
| ------------------------------------------- |
| Drapeau de la Corée du Sud                  |
| Pohang Steelers Troisième titre             |